# خبز ملاوي

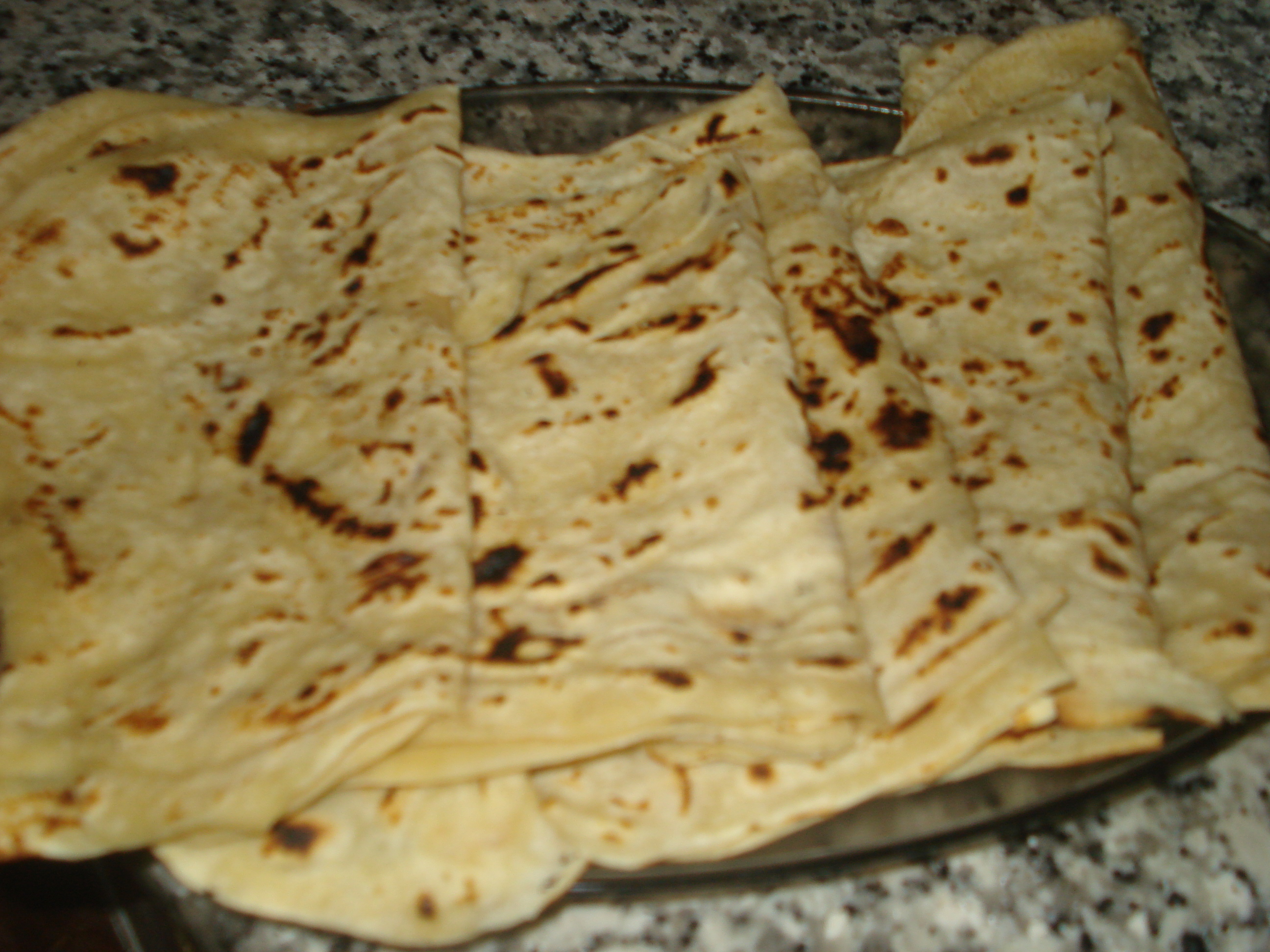
خبز ملاوي

خبز الملاوي أو الخبز الملوي أكلة تونسية الأصل سهلة الصنع.

## طريقة التحضير
نخلط الدقيق مع القليل من الملح والماء ثم تدريجيا يعجن الخليط لحصول على عجينة متجانسة
نشكل العجينة إلى كرات صغيرة الحجم نأخذ كرة من العجينة على سطح مملوء بزيت الزيتون للحصول على عجينة كبيرة ورقيقة
ونضعها في مقلاة كبيرة وضعة لتسخين مقبض بزيت وطهوها، تؤكل خبزة الملاوي دون إضافات أو بالإضافات والنوع الأخير يستعمل كأكلة سريعة تعدها المطاعم والمحلات المخصصة التجارية ومنها ملاوي بالهريسة والتونة أو الجبن وغيرها حسب الاختيار والذوق حتي إن البعض يأكلها حلوة بإضافة الشكلاطة الذائبة وتطوي الخبزة على شكل لفافة وتؤكل.

## انظر ايضًا
- خبز الملة – خبز مُشابه في ألأسم رغم الأختلاف الكبير.
- الكاهي
- خبز التفتون
- المسمن – نوع من الخبز.
- الواش